# Mets Masrik
Mets Masrik o Mets Mazra (in armeno Մեծ Մասրիկ?) è un comune dell'Armenia di 3 454 abitanti (2009) della provincia di Gegharkunik.